# Championnat d'Europe de Formule 3
Le Championnat d'Europe de Formule 3 de la FIA (en anglais FIA Formula 3 European Championship, souvent abrégé en F3 Europe) est un championnat de course automobile utilisant des monoplaces de la catégorie Formule 3. Organisé par la Fédération internationale de l'automobile et l'entreprise allemande Formel 3 Vermarktungs depuis 2012, le championnat d'Europe a pour mission d'orienter les jeunes pilotes talentueux vers le sport automobile professionnel et en particulier le Championnat du monde de Formule 1.
Créé en 1975, disparu pour enfin réapparaître en 2012 après une absence de plusieurs décennies, il a permis à de nombreux pilotes célèbres tels que Riccardo Patrese, Alain Prost, Michele Alboreto, Roberto Merhi, Max Verstappen ou encore Esteban Ocon, de faire leurs armes et de briller sur une scène internationale du sport automobile. Le championnat fusionne en 2019 avec les GP3 Series pour donner le championnat de Formule 3 FIA.

## Historique

### 1975: Première compétition Européenne de Formule 3
Le concept d'un championnat européen de F3 date de 1975 avec un championnat de cinq courses baptisé « Coupe d'Europe de Formule 3 ». Les courses sont disputées à Monza (Italie), Anderstorp (Suède), Monaco, Nürburgring (Allemagne) et Croix-en-Ternois (France). Cette coupe d'Europe est remportée par l'australien Larry Perkins sur une Ralt-Ford,.

### 1976-1984: L'âge d'or de la F3 Européenne
En 1976, la coupe devient championnat d'Europe avec dix manches au calendrier, et ce jusqu'en 1984. L'ensemble des pilotes champions de F3 européenne durant cette époque accéderont ensuite un jour ou l'autre à la Formule 1 tel que Riccardo Patrese (champion 1976), Jan Lammers, (1978), Alain Prost (1979), Michele Alboreto (1980), Mauro Baldi (1981), Pierluigi Martini (1983), et Ivan Capelli (1984).

### 1985-2011: L'héritage de la Formule 3 Européenne
L'esprit de ce championnat est conservé pour la création du championnat Formule 3 Euro Series en 2003, mais l'Euro Series, au fil du temps, ne tient suffisamment son rôle de championnat européen.
Pour 2011, la FIA organize le Trophée international de Formule 3 de la FIA qui ne durera qu'une saison et sera disputé sur huit courses à Hockenheim (2 courses), Pau (1), Spa (2), Zandvoort (1) et Macao (2). Celui-ci est remporté par le pilote espagnol Roberto Merhi avec quatre victoires.

### 2012: Premier retour sous l'impulsion de la FIA
En 2012, la FIA annonce qu'elle réorganise le championnat d'Europe en remplacement du Trophée international.

## Organisation
Les épreuves du Championnat d'Europe de Formule 3 se déroulent essentiellement en marge d'autres championnats internationaux. L'organisateur étant une filiale de l'entreprise allemande ITR, la moitié des courses du calendrier ont lieu en ouverture du Deutsche Tourenwagen Masters organisé par ITR, disputé principalement en Allemagne mais également dans les pays limitrophes tels que les Pays-Bas ou l'Autriche. En plus des manches en ouverture du DTM, la Formule 3 Européenne est aussi organisée en ouverture d'autres championnats sanctionnés par la FIA tels que le Championnat du monde des voitures de tourisme (WTCC), la Coupe d'Europe des voitures de tourisme (ETC-Cup) ou le Championnat du monde d'endurance FIA (WEC).
La seule exception notable du calendrier reste le Grand Prix automobile de Pau disputé chaque année sur le Circuit urbain de Pau, en France. Héritière d'une course de Formule 1 hors-championnat, puis de Formule 2 et de Formule 3000, cette épreuve possède un statut particulier du fait de son circuit urbain et de sa longévité (le premier GP de Pau en ville date de 1933). Le Grand Prix de Pau est de nos jours, la seule épreuve à être disputée avec la F3 en tête d'affiche. Elle fait partie des trois plus grande épreuves de la discipline aux côtés des Masters de Zandvoort, disputée hors-championnat, et du Grand Prix automobile de Macao, unique manche de la Coupe intercontinentale de F3.

## Règlement sportif

### Programme
| N° | Session                       | Durée / distance             |
| -- | ----------------------------- | ---------------------------- |
| 1  | Essais libres 1               | 40 minutes                   |
| 2  | Essais libres 2               | 40 minutes                   |
| 3  | Qualifications course 1       | 20 minutes                   |
| 4  | Qualifications courses 2 et 3 | 20 minutes                   |
| 5  | Course 1                      | 35 minutes ou 100 Kilomètres |
| 6  | Course 2                      | 35 minutes ou 100 Kilomètres |
| 7  | Course 3                      | 35 minutes ou 100 Kilomètres |

### Courses
| Position | 1er | 2e | 3e | 4e | 5e | 6e | 7e | 8e | 9e | 10e |
| -------- | --- | -- | -- | -- | -- | -- | -- | -- | -- | --- |
| Points   | 25  | 18 | 15 | 12 | 10 | 8  | 6  | 4  | 2  | 1   |

Le système de points en 2012 est le système universel FIA, c'est-à-dire le même qu'en Formule 1. Il est appliqué sur les deux courses.

### Titres
- Championnat d'Europe de Formule 3 pour pilotes
- Championnat d'Europe de Formule 3 pour pilotes débutants
- Championnat d'Europe de Formule 3 par équipes

### Récompenses
- Le premier du championnat gagne un essai en Formule 1 avec la Scuderia Ferrari et un essai en Formule 2.
- Le deuxième du championnat gagne un essai en DTM et un essai en Formule 2.
- Le troisième du championnat gagne un essai en Formule 2.

## Voitures
Les voitures acceptées en championnat européen appartiennent à la réglementation F3 de la FIA.

## Palmarès
| Saison    | Champion                    | Champion                            | Champion                    |
| Saison    | Nom                         | Voiture                             | Équipe                      |
| --------- | --------------------------- | ----------------------------------- | --------------------------- |
| 1975      | Coupe d'Europe de Formule 3 | Coupe d'Europe de Formule 3         | Coupe d'Europe de Formule 3 |
| 1976      | Riccardo Patrese            | Chevron B34 Toyota/Novamotor        | Trivellato Racing           |
| 1977      | Piercarlo Ghinzani          | March 773 Toyota/Novamotor          | Euroracing                  |
| 1978      | Jan Lammers                 | Ralt RT1 Toyota/Novamotor           | Racing Team Holland         |
| 1979      | Alain Prost                 | Martini MK27 Renault-Gordini/Dudot  | Oreca                       |
| 1980      | Michele Alboreto            | March 803 Alfa Romeo/Novamotor      | Euroracing                  |
| 1981      | Mauro Baldi                 | March 813 Alfa Romeo/Novamotor      | Euroracing                  |
| 1982      | Oscar Larrauri              | Euroracing 101 Alfa Romeo/Novamotor | Euroracing                  |
| 1983      | Pierluigi Martini           | Ralt ? Alfa Romeo/Novamotor         | Pavesi Racing               |
| 1984      | Ivan Capelli                | Martini MK42 Alfa Romeo/Novamotor   | Coloni                      |
| 1985-1990 | Coupe d'Europe de Formule 3 | Coupe d'Europe de Formule 3         | Coupe d'Europe de Formule 3 |
| 1991-1998 | Pas de compétition          | Pas de compétition                  | Pas de compétition          |
| 1999-2004 | Coupe d'Europe de Formule 3 | Coupe d'Europe de Formule 3         | Coupe d'Europe de Formule 3 |
| 2005-2011 | Pas de compétition          | Pas de compétition                  | Pas de compétition          |
| 2012      | Daniel Juncadella           | Dallara F312 Mercedes-Benz/HWA      | Prema Powerteam             |
| 2013      | Raffaele Marciello          | Dallara F312 Mercedes-Benz/HWA      | Prema Powerteam             |
| 2014      | Esteban Ocon                | Dallara F312 Mercedes-Benz/HWA      | Prema Powerteam             |
| 2015      | Felix Rosenqvist            | Dallara F312 Mercedes-Benz/HWA      | Prema Powerteam             |
| 2016      | Lance Stroll                | Dallara F312 Mercedes-Benz/HWA      | Prema Powerteam             |
| 2017      | Lando Norris                | Dallara F312 Mercedes-Benz/HWA      | Prema Powerteam             |
| 2018      | Mick Schumacher             | Dallara F312 Mercedes-Benz/HWA      | Prema Powerteam             |